# Oxelösunds tidning
Oxelösunds tidning var en månadstidning utgiven från den 15 november 1960 till den 15 november 1962. Tidningens fullständiga titel var Oxelösunds tidning.

## Redaktion
Redaktionsort för tidningen var hela utgivningstiden Nyköping. Tidningen var månadstidskrift och kom ut en gång i månaden.
| Period                 | Ansvarig utgivare | Period                 | Redaktör          |
| 1960-11-15--1962-05-15 | Dage, Folke H-son | 1960-11-15--1962-03-15 | Dage, Folke H-son |
| 1962-09-15--1962-11-15 | Norberg, Sture    | 1962-03-15--1962-11-15 | Hillström, Benkt  |

## Tryckning
Förlaget hette Tidningsförlaget AB och tidningen trycktes på Tryckcentralen i Örebro. Antalet sidor varierade mellan 8 och 16 trycka med svart + en färg. Satsytan var först 41 x 27 cm, men från den 15 december 1961 blev det tabloidformat. Priset för tidningen var 5 kr.

## Andra tidningar med liknande titel
Det finns flera andra tidningar med samma titel. Oxelösunds tidning information från Oxelösunds kommun utgiven av Oxelösunds kommun från 1994.
O.T, Oxelösundstidningen, började som gratistidning år 2001. En Jubileumstidning till Oxelösunds kommuns 50-årsjubileum som stad år 2000.gav idén till denna tidning